# Liste der Baudenkmäler in Nennslingen
Auf dieser Seite sind die Baudenkmäler in dem mittelfränkischen Markt Nennslingen zusammengestellt. Diese Tabelle ist eine Teilliste der Liste der Baudenkmäler in Bayern. Grundlage ist die Bayerische Denkmalliste, die auf Basis des Bayerischen Denkmalschutzgesetzes vom 1. Oktober 1973 erstmals erstellt wurde und seither durch das Bayerische Landesamt für Denkmalpflege geführt wird. Die folgenden Angaben ersetzen nicht die rechtsverbindliche Auskunft der Denkmalschutzbehörde.
 Diese Liste gibt den Fortschreibungsstand vom 20. Januar 2015 und enthält 35 Baudenkmäler.

## Baudenkmäler nach Ortsteilen

### Nennslingen
| Lage                                                  | Objekt                                                                | Beschreibung | Akten-Nr.     | Bild                      |
| ----------------------------------------------------- | --------------------------------------------------------------------- | --- | ------------- | ------------------------- |
| Fuchsgasse 4 (Standort)                               | Wohnstallhaus                                                         | Zweigeschossiges traufständiges Gebäude mit Flachsatteldach, in Jura-Bauweise, Bruchsteinmauerwerk verputzt, mit Legschieferdach, 1887; Scheune und Nebengebäude, eingeschossiger Satteldachbau, Bruchsteinmauerwerk, wohl gleichzeitig | D-5-77-151-1  | BW                        |
| Heßlauweg 3 (Standort)                                | Austragshaus                                                          | Zweigeschossiger Satteldachbau, Naturstein verputzt, erste Hälfte 19. Jahrhundert | D-5-77-151-2  | BW                        |
| Kellergasse 1, 3 (Standort)                           | Ehemalige Brauerei                                                    | Zweigeschossiges Doppelhaus mit Flachsatteldach, mit Kniestock, in Jura-Bauweise, Bruchstein verputzt, im Kern um 1540 (dendrochronologisch datiert), bezeichnet „1552“ | D-5-77-151-3  | weitere Bilder            |
| Kellergasse 5 (Standort)                              | Ehemaliges Wirtshaus                                                  | Zweigeschossiges Gebäude mit Flachsatteldach, mit Kniestock, in Jura-Bauweise, Mitte 19. Jahrhundert, Dachwerk um 1790 | D-5-77-151-43 | BW                        |
| Klingenbergstraße 15 (Standort)                       | Kleiner ehemaliger Torturm des Sommersitzes und Wirtschaftshofes Thom | Aus Quadermauerwerk, mit Zeltdach, bezeichnet „1927“, von Eduard Thom, mit zugehöriger Einfriedungsmauer, mit Ausstattung | D-5-77-151-5  | BW                        |
| Klingenbergstraße 15; Klingenbergstraße 17 (Standort) | Sommersitz und Wirtschaftshof des Architekten Eduard Thom             | Wohngebäude, zweigeschossiges Gebäude mit Walmdach, 1918, mit eingeschossigem Anbau; Wasserturm in Form eines Bergfrieds, nach Vorbild des Bechthaler Burgturms, als Hochbehälter eingerichtet, Quadermauerwerk, 1925 Pavillon mit Zeltdach, um 1925; monumentale Toreinfahrt mit Rittergestalten Hildebrand und Hadubrand, Betonguss, von Zeltgraf, um 1925 Garten- und Terrassenstützmauern, Einfriedungsmauer, um 1925                                                                                       | D-5-77-151-5  | BW                        |
| Lohgasse 14; zwischen Nr. 16 und 18 (Standort)        | Felsenkeller-Eingänge                                                 | 18. bis 20. Jahrhundert | D-5-77-151-9  | BW                        |
| Lohgasse 19 (Standort)                                | Bauernhaus                                                            | Zweigeschossiges Gebäude mit Flachsatteldach, mit Kniestock, in Jura-Bauweise, bezeichnet „1864“ | D-5-77-151-7  | BW                        |
| Marktplatz 1 (Standort)                               | Brauereigasthof                                                       | Zweigeschossiger Satteldachbau in Ecklage, mit Zwerchhaus; anschließendes Brauereigebäude, zweigeschossiger traufständiger Satteldachbau, in historisierenden Formen; bezeichnet „1895“ | D-5-77-151-10 | BW                        |
| Marktplatz 2 (Standort)                               | Bauernhaus                                                            | Zweigeschossiges Gebäude mit Flachsatteldach in Jura-Bauweise, in Ecklage, mit hohem Kniestock, Legschieferdach, 1585 (dendrochronologisch datiert), mit seitlichem Vorbau | D-5-77-151-11 | BW                        |
| Marktplatz 4 (Standort)                               | Ehemaliges Neues Amtshaus                                             | Zweigeschossiger Bau mit Flachsatteldach in Jura-Bauweise, in Ecklage, mit hohem Speichergeschoss, teilweise Fachwerk, mit Durchfahrt, bezeichnet „1700“, mit zweigeschossigem Anbau mit Walmdach, 19. Jahrhundert | D-5-77-151-12 | Ehemaliges Neues Amtshaus |
| Pfarrgasse 1 (Standort)                               | Ehemaliges Pfarrhaus                                                  | Zweigeschossiges traufständiges Gebäude mit Halbwalmdach, frühes 19. Jahrhundert | D-5-77-151-14 | BW                        |
| Raitenbucher Straße 2 (Standort)                      | Wohnhaus                                                              | Zweigeschossiger Walmdachbau, frühes 19. Jahrhundert | D-5-77-151-15 | BW                        |
| Schmiedgasse 1 (Standort)                             | Altes Amtshaus                                                        | Zweigeschossiges Gebäude mit Steildach in Ecklage, mit Erker, 1561 | D-5-77-151-18 | Altes Amtshaus            |
| Schmiedgasse 2 (Standort)                             | Evangelisch-lutherische Pfarrkirche Beatae Mariae Virginis            | Saalkirche mit dreigeschossigem Westturm, Turm 13./14. Jahrhundert, Chor und Langhaus zweite Hälfte 15. Jahrhundert, von Geyernsche Grabkapelle, 16. Jahrhundert, Umbauten 1696 und 1858/60; mit Ausstattung. Kirchhofummauerung (ehemalige Wehrmauer), mittelalterlich, erneuert Grabdenkmal Benkendorff, Obelisk, 1870 | D-5-77-151-19 | weitere Bilder            |
| Schmiedgasse 7 (Standort)                             | Bauernhof                                                             | Wohnhaus, eingeschossiger giebelständiger Flachsatteldachbau mit Kniestock, in Jura-Bauweise, mit Legschieferdach, erste Hälfte/Mitte 19. Jahrhundert Austragshaus, zweigeschossiger Flachsatteldachbau mit Kniestock, in Jura-Bauweise, gleichzeitig Anschließende Scheune, massiver Satteldachbau mit Fachwerkkniestock, Mitte 19. Jahrhundert Wirtschaftsgebäude und Schmiede, zweigeschossiges Gebäude, teilweise Ziegelmauerwerk, mit Legschieferdach, erste Hälfte/Mitte 19. Jahrhundert; mit Ausstattung | D-5-77-151-20 | BW                        |
| Schmiedgasse 12 (Standort)                            | Wohngebäude                                                           | Kleiner zweigeschossiger giebelständiger Satteldachbau, 18. Jahrhundert | D-5-77-151-22 | BW                        |
| Wengener Straße 2 (Standort)                          | Gasthaus                                                              | Zweigeschossiges Gebäude mit Halbwalmdach, wohl 18. Jahrhundert, bezeichnet „1907“ | D-5-77-151-28 | BW                        |

### Biburg
| Lage                                                          | Objekt                               | Beschreibung | Akten-Nr.     | Bild           |
| ------------------------------------------------------------- | ------------------------------------ | --- | ------------- | -------------- |
| Biburg 40 (Standort)                                          | Katholische Filialkirche St. Clemens | Chorturmkirche, Turmuntergeschoss und untere Langhausmauern zweite Hälfte 12. Jahrhundert, Umbau und Vergrößerung von Domenico Barbieri 1756, Verlängerung 1925, mit Ecklisenen und Putzgliederung; mit Ausstattung; Kirchhofmauer, 18./19. Jahrhundert | D-5-77-151-29 | weitere Bilder |
| In Biburg, nahe Haus Nummer 3 (Standort)                      | Wegkreuz                             | Steinernes Kreuz über Sockel, mit Corpus, bezeichnet „1902“ | D-5-77-151-33 | BW             |
| Kreuzfeld, an der Straße nach Stadelhofen (Standort)          | Wegkreuz                             | Bezeichnet „1856“ | D-5-77-151-32 | BW             |
| Reichersdorfer Weg, an der Abzweigung Reichersdorf (Standort) | Wegkreuz                             | Steinernes Kreuz über Sockel, mit Corpus, 1865 | D-5-77-151-31 | BW             |

### Gersdorf
| Lage                                               | Objekt                                | Beschreibung | Akten-Nr.     | Bild           |
| -------------------------------------------------- | ------------------------------------- | --- | ------------- | -------------- |
| Gersdorf 45 (Standort)                             | Katholische Kirche St. Nikolaus       | Chorturmkirche, Turmabschluss mit Kuppelhaube mit Aufsatz, mit Ecklisenen, nach Plänen von Gabriel de Gabrieli, 1737; mit Ausstattung                                                                            | D-5-77-151-34 | weitere Bilder |
| Gersdorf 76 (Standort)                             | Wohnhaus eines ehemaligen Bauernhofes | Eingeschossiger Flachsatteldachbau mit Kniestock, in Jura-Bauweise, mit Legschieferdach, 19. Jahrhundert; Austragshaus, zweigeschossiger Flachsatteldachbau, in Jura-Bauweise, mit Kellerzugang, 19. Jahrhundert | D-5-77-151-35 | BW             |
| Gersdorf vor Haus Nummer 84 und 86 (Standort)      | Grenzstein                            | 18. Jahrhundert | D-5-77-151-47 | BW             |
| Gersdorf vor Haus 84 und 86 (Standort)             | Steinkreuz                            | Mittelalterlich | D-5-77-151-36 | BW             |
| Gersdorf vor Haus Nummer 31 (Standort)             | Wegkreuz                              | Mit Gussfiguren, 1856 | D-5-77-151-37 | Wegkreuz       |
| Kreuzfeld an der Straße nach Raitenbuch (Standort) | Wegkreuz                              | Mit Gussfiguren, 1920 | D-5-77-151-38 | Wegkreuz       |

### Panzermühle
| Lage                                    | Objekt             | Beschreibung | Akten-Nr.     | Bild |
| --------------------------------------- | ------------------ | --- | ------------- | ---- |
| Panzermühle 1; Panzermühle 2 (Standort) | Wohn- und Mühlhaus | Zweigeschossiger Satteldachbau, südlich abgewalmt, mit Eckquaderungen, bezeichnet „1844“; mit Wassergraben, wohl gleichzeitig | D-5-77-151-39 | BW   |

### Schwabenmühle
| Lage                                             | Objekt        | Beschreibung | Akten-Nr.     | Bild |
| ------------------------------------------------ | ------------- | --- | ------------- | ---- |
| Schwabenweiherstraße 1, Schwabenmühle (Standort) | Schwabenmühle | Mühl- und Wohngebäude, zweigeschossiger Bau mit Halbwalmdach, Naturstein, teilweise Fachwerk, verputzt, bezeichnet „1722“; Anschließendes Nebengebäude, eingeschossiger Satteldachbau mit Kniestock, Naturstein, mit Fachwerkgiebel, gleichzeitig Nebengebäude, ehemaliger Rossstall, Naturstein verputzt, eingeschossiger Satteldachbau, um 1800 | D-5-77-151-40 | BW   |

### Wengen
| Lage                   | Objekt                               | Beschreibung | Akten-Nr.     | Bild            |
| ---------------------- | ------------------------------------ | --- | ------------- | --------------- |
| Wengen 1 (Standort)    | Brauereigasthof                      | Dreigeschossiger Mittelbau mit Walmdach mit zweigeschossigen Flügeln, in historisierenden Formen, Ende 19. Jahrhundert, östlich verlängerter Flügel mit Runderker, 1919                                                                                               | D-5-77-151-42 | Brauereigasthof |
| Wengen 23 a (Standort) | Evangelisch-lutherische Filialkirche | Saalkirche, kleiner klassizistischer Rechteckbau mit östlich vorgelegtem Turm, mit Ecklisenen und Putzgliederung, 1816; mit Kirchhof mit Kirchhofmauer, ehemaliges Grabkreuz, zweite Hälfte 19. Jahrhundert; zum Denkmal der Auflassung des Kirchhofs 1926 umgedeutet | D-5-77-151-41 | weitere Bilder  |
| Wengen 24 (Standort)   | Ehemaliges Schulhaus                 | Zweigeschossiger Walmdachbau in Ecklage, 1817 erbaut, 1874 erweitert | D-5-77-151-44 | BW              |
| Wengen 25 (Standort)   | Wohnstallhaus                        | Eingeschossiges giebelständiges Gebäude mit Kniestock, in Jura-Bauweise, wohl 18. Jahrhundert Anbau, eingeschossiger Satteldachbau, und Rest einer Kelleranlage, wohl gleichzeitig                                                                                    | D-5-77-151-45 | BW              |

## Ehemalige Baudenkmäler
In diesem Abschnitt sind Objekte aufgeführt, die früher einmal in der Denkmalliste eingetragen waren, jetzt aber nicht mehr. Objekte, die in anderem Zusammenhang also z. B. als Teil eines Baudenkmals weiter eingetragen sind, sollen hier nicht aufgeführt werden. Aktennummern in diesem Abschnitt sind ehemalige, jetzt nicht mehr gültige Aktennummern.

| Lage                                   | Objekt     | Beschreibung          | Akten-Nr.    | Bild |
| -------------------------------------- | ---------- | --------------------- | ------------ | ---- |
| Nennslingen Am Gänsweiher 1 (Standort) | Türgewände | bezeichnet mit „1848“ | D-5-77-151-8 | BW   |

## Abgegangene Baudenkmäler
In diesem Abschnitt sind Objekte aufgeführt, die früher einmal in der Denkmalliste eingetragen waren, jetzt aber nicht mehr existieren, z. B. weil sie abgebrochen wurden. Aktennummern in diesem Abschnitt sind ehemalige, jetzt nicht mehr gültige Aktennummern.

| Lage                                  | Objekt        | Beschreibung                                                                        | Akten-Nr.     | Bild |
| ------------------------------------- | ------------- | ----------------------------------------------------------------------------------- | ------------- | ---- |
| Nennslingen Kellergasse 11 (Standort) | Wohnstallhaus | Zweigeschossige hakenförmige Anlage mit Scheune, wohl zweite Hälfte 18. Jahrhundert | D-5-77-151-46 | BW   |